# Nomenclature of Inorganic Chemistry
« Red Book (IUPAC) » redirige ici. Pour les autres significations, voir Red Book (homonymie).
Nomenclature of Inorganic Chemistry, très souvent appelé par les chimistes Red Book, est un recueil de recommandations pour la nomenclature des composés inorganiques. Ces recommandations ont été publiées à intervalle irrégulier par l'Union internationale de chimie pure et appliquée (IUPAC). La dernière édition complète date de 2005, à la fois en version papier et en version électronique.
| Année de publication | Titre                                           | Éditeur             | ISBN          |
| -------------------- | ----------------------------------------------- | ------------------- | ------------- |
| 2005                 | Recommendations 2005 (Red Book)                 | RSC Publishing      | 0-85404-438-8 |
| 2001                 | Recommendations 2000 (Red Book II) (supplement) | RSC Publishing      | 0-85404-487-6 |
| 1990                 | Recommendations 1990 (Red Book I)               | Blackwell           | 0-632-02494-1 |
| 1971                 | Definitive Rules 1970                           | Butterworth         | 0-408-70168-4 |
| 1959                 | 1957 Rules                                      | Butterworth         |               |
| 1940/1941            | 1940 Rules                                      | Scientific journals |               |